# Lahij
Lahij o Lahej (en árabe: حج) es una ciudad que se encuentra entre Ta'izz y Adén, a unos 50 km al norte de ésta, en el Yemen.
Desde el siglo XVIII al XX fue gobernada por la familia Al Abdali, que se proclamaba emparentada con Ahl-Al-Bayt, la familia del profeta Mahoma. La ciudad fue capital del sultanato de Lahij, protectorado británico hasta el 1967, cuando el sultán fue expulsado de la ciudad, después de lo cual fue admitida a la República Socialista Popular del Yemen. 
La ciudad se sitúa en torno a la residencia del sultán, donde hay un afloramiento de aguas subterráneas, que conforma un oasis, en el medio de los dos cauces principales del Wadi Tuban, que se dividen artificialmente en Ras Al Wadi, y que conducen, ocasionalmente, las aguas que precipitan en la parte alta de la cuenca.
- Datos: Q249175
- Multimedia: Lahej / Q249175